# Eschborn

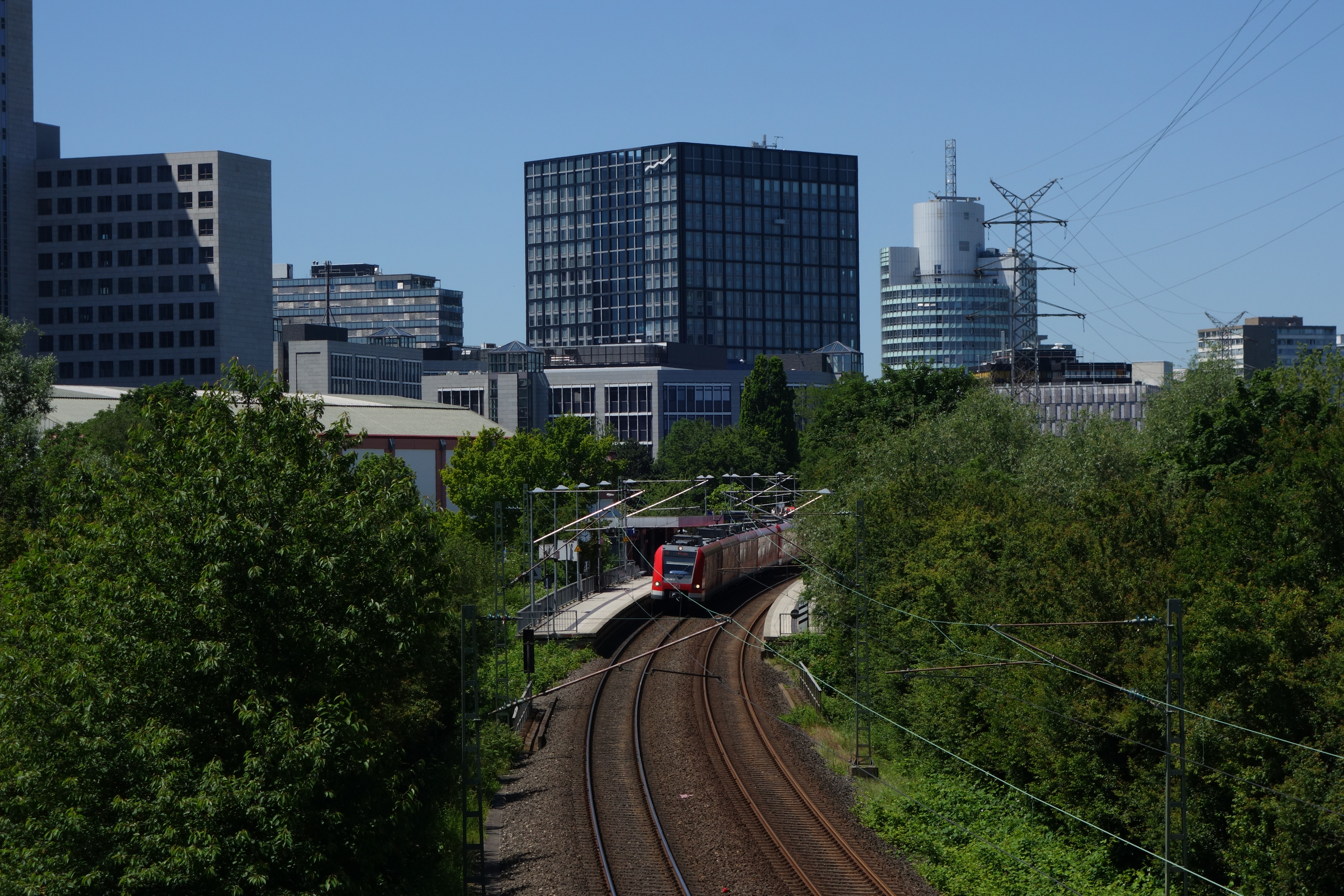
Eschborn to siedziba ważnych firm, takich jak Deutsche Börse (budynek w kształcie sześcianu pośrodku, przed nim S-Bahn)

Eschborn – miasto w Niemczech, w kraju związkowym Hesja, w rejencji Darmstadt, w powiecie Main-Taunus-Kreis.
Miejscowość znajduje się w pobliżu Frankfurtu nad Menem.
W mieście istnieje klub piłkarski 1. FC Eschborn, który powstał w roku 1930.